# Herm Fuetsch
Herman Joseph "Herm" Fuetsch (nacido el 6 de julio de 1918 en San Francisco, California y fallecido el 29 de septiembre de 2010 en Novato, California) fue un jugador de baloncesto estadounidense de ascendencia austriaca, que disputó una temporada en la NBA, una en la NBL y otra más en la ABL. Con 1,83 metros de estatura, jugaba en la posición de base.

## Trayectoria deportiva

### Instituto y servicio militar
Fuetsch asistió primero al Presidio Junior High y posteriormente al Polytechnic High School, para posteriormente cumplir con el servicio militar en el Cuerpo Aéreo del Ejército de los Estados Unidos durante la Segunda Guerra Mundial.

### Profesional
Al término de la guerra y ya con 28 años, se convirtió en el primer jugador del área de la Bahía de San Francisco en firmar un contrato con un equipo profesional, fichando primero por los Cleveland Allmen Transfers de la NBL en 1945, donde jugó una temporada en la que promedió 8,3 puntos por partido, y al año siguiente con los Baltimore Bullets con los que jugó un año en la ABL, en el que promedió 7,0 puntos por partido.
En 1947 dieron el salto a la BAA, donde se proclamarían campeones tras derrotar en las Finales a los Philadelphia Warriors por 4-2. Fuetsch promedió esa temporada 2,6 puntos por partido.

## Estadísticas de su carrera en la NBA

### Temporada regular
| Temporada | Edad | Equipo            | Liga | P  | TIT | MIN | TC  | TCA | %TC  | 3P | 3PA | %3P | TL  | TLA | %TL  | R.OF. | R.DEF. | REB | ASIS | ROB | TAP | PER | FP  | PTS |
| 1947-48   | 29   | Baltimore Bullets | BAA  | 42 |     |     | 1.0 | 3.3 | .300 |    |     |     | 0.6 | 1.0 | .625 |       |        |     | 0.4  |     |     |     | 0.9 | 2.6 |
| Total     |      |                   | BAA  | 42 |     |     | 1.0 | 3.3 | .300 |    |     |     | 0.6 | 1.0 | .625 |       |        |     | 0.4  |     |     |     | 0.9 | 2.6 |

### Playoffs
| Temporada | Edad | Equipo            | Liga | P | TIT | MIN | TC  | TCA | %TC  | 3P | 3PA | %3P | TL  | TLA | %TL  | R.OF. | R.DEF. | REB | ASIS | ROB | TAP | PER | FP  | PTS |
| 1947-48   | 29   | Baltimore Bullets | BAA  | 9 |     |     | 0.3 | 0.9 | .375 |    |     |     | 0.7 | 0.9 | .750 |       |        |     | 0.0  |     |     |     | 1.1 | 1.3 |
| Total     |      |                   | BAA  | 9 |     |     | 0.3 | 0.9 | .375 |    |     |     | 0.7 | 0.9 | .750 |       |        |     | 0.0  |     |     |     | 1.1 | 1.3 |